# Kering
Kering S.A. (tiếng Pháp: [kɛːʁiŋ]) là một tập đoàn và công ty đa quốc gia của Pháp có trụ sở tại Paris, Pháp chuyên về các mặt hàng xa xỉ như trang sức, đồng hồ, túi thiết kế, giày và quần áo. Các thương hiệu xa xỉ thuộc sở hữu của tập đoàn bao gồm Gucci, Yves Saint Laurent, Balenciaga, Alexander McQueen, Bottega Veneta, Boucheron, Brioni, Pomellato và Ulysse Nardin.
Công ty được thành lập vào năm 1963 bởi François Pinault. Pinault S.A. đã được trích dẫn trên Euronext Paris vào năm 1988 và là thành viên của chỉ số CAC 40 kể từ năm 1995. Nó đã đổi tên thành Pinault-Printemps-Redoute (PPR) vào năm 1994 trước khi sử dụng tên hiện tại vào năm 2014. François-Henri Pinault là Chủ tịch và Giám đốc điều hành của tập đoàn từ năm 2005.

## Lịch sử

### Từ Thương mại Gỗ đến Bán Lẻ
Năm 1962, với sự hỗ trợ vốn từ gia đình và một ngân hàng, François Pinault thành lập Établissements Pinault tại Brittany, Pháp, chuyên kinh doanh gỗ. Công ty sau đó trở thành Pinault S.A. và phát triển thông qua cả sự mở rộng tự nhiên và các thương vụ mua sắm. Năm 1988, Pinault S.A. được niêm yết trên Sở Giao dịch Paris.
Năm 1989, Pinault S.A. mua 20% cổ phần của CFAO, một tập đoàn phân phối Pháp hoạt động rộng khắp châu Phi. Năm 1990, Pinault S.A. và CFAO sáp nhập, và François Pinault trở thành người đứng đầu của tập đoàn mới thành lập. Điều này thúc đẩy việc mua sắm trong ngành bán lẻ, bao gồm việc mua sáp nhận Conforama (cửa hàng nội thất Pháp) vào năm 1991, Printemps (các cửa hàng bách hóa tại Pháp) vào năm 1992, cũng như sở hữu 54% cổ phần của La Redoute (cửa hàng mua sắm qua thư Pháp) và Fnac (cửa hàng sách Pháp, đa phương tiện và điện tử) vào năm 1994. Để phản ánh đúng hoạt động mới, tập đoàn đã đổi tên thành Pinault-Printemps-Redoute vào năm 1994.
Năm 1999, Pinault-Printemps-Redoute mua 42% cổ phần chi phối của Tập đoàn Gucci với giá 3 tỷ đô la và 100% của Yves Saint Laurent. Sau đó, tập đoàn mua thêm Boucheron (2000), Bottega Veneta (2001), Balenciaga (2001), và hợp tác chiến lược với Alexander McQueen và Stella McCartney. Năm 2004, Pinault-Printemps-Redoute sở hữu 99,4% cổ phần của Tập đoàn Gucci.

### Từ Bán Lẻ đến Xa xỉ
Năm 2003, François Pinault chuyển giao quyền lãnh đạo của Artémis, công ty cổ phần nắm giữ gia đình quản lý Pinault-Printemps-Redoute, cho con trai ông là François-Henri. Năm 2005, François-Henri Pinault trở thành Chủ tịch và CEO của Pinault-Printemps-Redoute, kế nhiệm Serge Weinberg. Tập đoàn chính thức đổi tên thành PPR. và tiếp tục xây dựng danh mục các thương hiệu xa xỉ: The Sowind Group (sở hữu Girard-Perregaux) và Brioni (2011), Nhóm Pomellato (Pomellato và Dodo, 2012), Qeelin (2012), Christopher Kane (2013), Ulysse Nardin (2014). Để thúc đẩy chiến lược này, PPR đã thoát khỏi tài sản bán lẻ của mình: Le Printemps (2006), Conforama (2011), CFAO (2012), Fnac (2012), và La Redoute (2013). PPR cũng phát triển danh mục Sản phẩm Thể thao & Cuộc sống với việc mua lại Puma (2007), Cobra Golf (2010), và Volcom (2011). Cobra và Volcom đã sau đó được chuyển nhượng (xem các trang tương ứng để biết chi tiết), và Kering chỉ giữ một phần ít cổ phần trong Puma.
Vào tháng 3 năm 2013, PPR đã đổi tên thành Kering để phản ánh sự chuyển đổi sang lĩnh vực xa xỉ. Tên "Kering" được phát âm giống với từ "caring" trong tiếng Anh và là một tham chiếu đến vùng gốc của gia đình Pinault, Brittany, nơi từ "kêr" có nghĩa là "nhà."
Chiến lược của Kering bao gồm việc bổ nhiệm các nhà thiết kế không ngờ vào vị trí sáng tạo cho các thương hiệu của họ. Điển hình là việc bổ nhiệm Alessandro Michele làm Giám đốc Sáng tạo của Gucci vào năm 2014, đã mang lại sự đột phá trong thế giới thời trang và tăng doanh số bán hàng của Gucci đáng kể. Kering cũng đã đổi mới các thương hiệu khác như Yves Saint-Laurent, Balenciaga và Bottega Veneta bằng cách bổ nhiệm các Giám đốc Sáng tạo tài năng.
Năm 2014, Kering thành lập Kering Eyewear và thuê Roberto Vedovotto, người từng là CEO của Safilo Group, để điều hành phát triển của nó. Vào tháng 3 năm 2017, Richemont hợp tác với Kering Eyewear để sản xuất kính mắt Cartier, Alaïa và Montblanc. Vào tháng 9 năm 2019, Kering Eyewear mở trung tâm logistics rộng 15,000 mét vuông gần Padua, Italy, có khả năng sản xuất hàng năm lên đến 5 triệu đơn vị kính mắt. Vào tháng 3 năm 2022, Kering Eyewear mua thương hiệu kính mắt Maui Jim của Hawaii. Vào tháng 3 năm 2018, Kering đã đồng ý bán lại cổ phiếu của Stella McCartney cho chính chủ sở hữu. Kering trở thành một nhà sản xuất hàng xa xỉ sau khi bán Puma (2018) và Volcom (2019). Sau khi xây dựng danh mục các thương hiệu xa xỉ, tập đoàn tập trung vào sự phát triển tự nhiên của các thương hiệu của mình. Năm 2020, Kering đạt doanh thu 13,1 tỷ euro, giảm 17,9% so với năm trước. Vào năm 2021, Kering dẫn đầu vòng đầu tư trị giá 216 triệu đô la vào trang web mua sắm xa xỉ Vestiaire Collective và mua 100% cổ phần của nhà sản xuất kính mắt xa xỉ người Đan Mạch Lindberg. Vào tháng 1 năm 2022, tập đoàn công bố ý định bán bộ phận đồng hồ của mình, cụ thể là các thương hiệu Girard-Perregaux và Ulysse Nardin.

### Từ xa xỉ đến bền vững
Kể từ khi Kering trở thành một thương hiệu xa xỉ, tập đoàn đã tập trung phát triển bền vững cho ngành công nghiệp thời trang xa xỉ. Năm 2006, Kering mua thương hiệu Balenciaga từ Jacques Bogart S.A.
Vào tháng 4 năm 2012, Kering cam kết thực hiện một kế hoạch kéo dài 4 năm để giảm đáng kể tác động của mình đối với môi trường. Tập đoàn đã phát triển phương pháp kế toán "Environmental Profit & Loss account" (EP&L) để theo dõi tiến độ của mình. Năm 2017, tập đoàn đã trình bày chương trình bền vững mới của mình, mục tiêu giảm 40% tác động môi trường toàn cầu của mình vào năm 2025, một chiến lược phù hợp với Mục tiêu Phát triển Bền vững của Liên Hợp Quốc. Vào tháng 9 năm 2019, Kering cam kết trở thành công ty trực thuộc khí nhà kính trong các hoạt động và chuỗi cung ứng của mình.
Năm 2013, sau khi mở Laboratoire Innovation des Matières (Laboratory for more sustainable materials), một trung tâm tại Novara, Italy, chuyên về các vật liệu đổi mới và bền vững, Kering đã trở thành một phần của Dow Jones Sustainability Indices và được xếp hạng là "tập đoàn hàng đầu về ngành dệt may bền vững, thời trang và hàng xa xỉ" trong chỉ số Global 100 của Corporate Knights vào năm 2018
Tổ chức Kering được thành lập vào năm 2008 nhằm hỗ trợ các sáng kiến về quyền của phụ nữ trên toàn thế giới. Tổ chức này hợp tác với các đối tác địa phương tập trung vào vấn đề phụ nữ và bình đẳng giới. Cùng với Gucci, Kering là đối tác chiến lược của chiến dịch quốc tế "Chime for Change," tập trung vào giáo dục, sức khỏe và công lý cho phụ nữ, do Salma Hayek-Pinault, Frida Giannini (người đứng đầu cũ của Gucci), và Beyoncé khởi xướng. Từ năm 2012 đến năm 2018, Kering Foundation đã đóng góp vào Ngày Quốc tế chống Bạo lực đối với Phụ nữ thông qua chiến dịch White Ribbon. Năm 2015, Kering trở thành đối tác chính thức của Liên hoan Cannes và khởi đầu chương trình Women in Motion để nâng cao các vấn đề của phụ nữ trong ngành công nghiệp điện ảnh (mở rộng sang Liên hoan nhiếp ảnh Rencontres d'Arles vào tháng 3 năm 2019).
Vào tháng 10 năm 2018, Kering bắt đầu triển khai việc sử dụng bông hữu cơ có thể truy vết 100%. Vào tháng 12 năm 2018, cùng với Plug and Play, Kering khởi đầu Giải thưởng Đổi mới Bền vững Kering để tôn vinh và đầu tư vào các startup tập trung vào bền vững và xa xỉ. Vào tháng 5 năm 2019, tập đoàn đã thống nhất với các tiêu chuẩn nghiêm ngặt của Liên minh châu Âu về Phúc lợi Động vật và cấm người mẫu dưới 18 tuổi tham gia các show và buổi chụp ảnh của tập đoàn. Tổng thống Pháp Emmanuel Macron đã ủy nhiệm François-Henri Pinault để thúc đẩy một liên minh ngành công nghiệp về bền vững. Vào tháng 8 năm 2019, Kering trình bày Fashion Pact trong Hội nghị thượng đỉnh G7 lần thứ 45, một sáng kiến được ký kết bởi 32 công ty thời trang cam kết thực hiện các biện pháp cụ thể để giảm tác động môi trường của họ. Vào tháng 10 năm 2020, Fashion Pact đã công bố tiến trình sau một năm tại Hội nghị Thượng đỉnh Thời trang Copenhagen, tiết lộ rằng 80% thành viên của nó đã tăng cường các nỗ lực về bền vững trên toàn công ty cho đến nay.
Vào tháng 9 năm 2021, Kering đã thông báo rằng tất cả các thương hiệu thời trang của họ sẽ ngừng sử dụng lông động vật bắt đầu từ bộ sưu tập năm 2022, nhằm thể hiện cam kết đối với giá trị và tiêu chuẩn môi trường và xã hội cao nhất. Trong tháng 1 năm 2022, Kering đã tham gia một liên minh các thương hiệu nhằm chuyển từ quy trình chế biến sợi ẩm sang quy trình chế biến sợi khô.

## Nhãn hiệu
Kering là tập đoàn quốc tế có trụ sở tại Paris, Pháp, chuyên về hàng xa xỉ và thời trang. Họ sở hữu nhiều thương hiệu hàng xa xỉ, chủ yếu về sản phẩm từ da, giày dép, thời trang sẵn sàng, đồng hồ và trang sức. Kering Eyewear, một công ty con của Kering, sản xuất kính chủ yếu dành cho thị trường xa xỉ.
Trụ sở chính của Kering nằm tại tòa nhà trước đây là Bệnh viện Laennec, Paris. Groupe Artémis là công ty mẹ của Kering. Năm 2020, Kering có doanh thu 13,1 tỷ euro, giảm 17,5% so với năm trước. Tập đoàn này có 30,956 nhân viên và 1,381 cửa hàng. Gucci, Saint Laurent và Bottega Veneta của Kering tạo ra 84% doanh thu, với sản phẩm từ da, giày dép và thời trang sẵn sàng chiếm 87% tổng doanh thu. Gucci đóng góp 60% doanh thu và 70% lợi nhuận của Kering vào năm 2022. Vào ngày 24 tháng 1 năm 2022, Kering thông báo bán toàn bộ cổ phần của họ trong GIRARD-PERREGAUX và ULYSSE NARDIN cho ban quản lý hiện tại của hai thương hiệu này.
| Nhãn hiệu          | Với Kering từ | Quốc gia    |
| ------------------ | ------------- | ----------- |
| Gucci              | 1999          | Ý           |
| Yves Saint Laurent | 1999          | Pháp        |
| Boucheron          | 2000          | Pháp        |
| Bottega Veneta     | 2001          | Ý           |
| Balenciaga         | 2001          | Tây Ban Nha |
| Alexander McQueen  | 2001          | Anh         |
| Brioni             | 2011          | Ý           |
| Girard-Perregaux   | 2011          | Thụy Sĩ     |
| JeanRichard        | 2011          | Thụy Sĩ     |
| Qeelin             | 2012          | Pháp        |
| Pomellato          | 2012          | Ý           |
| Dodo               | 2012          | Ý           |
| Tomas Maier        | 2013          | Đức         |
| Christopher Kane   | 2014          | Anh         |
| Ulysse Nardin      | 2014          | Thụy Sĩ     |

## Dữ liệu tài chính
| Năm               | 2006   | 2007   | 2008   | 2009   | 2010   | 2011   | 2012  | 2013  | 2014   | 2015   | 2016   | 2017   | 2018     | 2019     | 2020     |
| ----------------- | ------ | ------ | ------ | ------ | ------ | ------ | ----- | ----- | ------ | ------ | ------ | ------ | -------- | -------- | -------- |
| Doanh số bán hàng | 17 931 | 17 761 | 20 201 | 16 525 | 11 008 | 12 227 | 9 736 | 9 748 | 10 037 | 11 584 | 12 385 | 15 478 | 13 665.2 | 15 883.3 | 13 100.2 |
| EBITDA            | 1 540  | 2 096  | 2 140  | 1 790  | 1 649  | 1 911  | 2 067 | 1 750 |        | 1 647  | 1 886  | 2 948  | 3 943.8  | 4 778.3  | 4 574.2  |
| Kết quả ròng      | 680    | 1 058  | 924    | 985    | 965    | 986    | 1 048 | 50    | 528.9  | 696    | 814    | 1 786  | 3 714.9  | 3 211.5  | 1 972.2  |
| Nợ ròng           | 3 461  | 6 121  | 5 510  | 4 367  | 4 000  | 3 395  | 2 491 | 3 443 |        | 4 679  | 4 371  | 3 049  |          |          |          |

| Năm                                     | 2007    | 2008      | 2009    | 2010    | 2011    | 2012    |  | 2016   | 2017   | 2018   | 2019   |
| --------------------------------------- | ------- | --------- | ------- | ------- | ------- | ------- |  | ------ | ------ | ------ | ------ |
| Số lượng cổ phiếu (đơn vị: triệu)       | 128     | 128.4     | 126.5   | 126.8   | 127     | 126.2   |  | 126.2  | 126.3  | 126.3  | 126.3  |
| Vốn hóa thị trường (đơn vị: triệu euro) | 14089   | 5897      | 10 661  | 15 093  | 14 034  | 17 764  |  | 26,935 | 49 628 | 63,203 | 73,899 |
| Số giao dịch hàng ngày                  | 692 022 | 1 116 420 | 701 105 | 453 415 | 385 265 | 317 960 |  |        |        |        |        |

- Ngày IPO: 25/10/1988, trên Second Marché
- Cổ phiếu được niêm yết trên Euronext Paris
- Thành viên của chỉ số CAC 40 từ 9/2/1995
- Giá trị nominal = euro
- Cổ đông chính: Artémis chiếm 40,8% cổ phần.

Từ năm 2016 đến 2021, giá cổ phiếu của Kering tăng lên 352%. Vào tháng 9 năm 2018, Kering gia nhập chỉ số STOXX Europe 50. Vào tháng 11 năm 2018, tập đoàn thông báo mua lại 1% cổ phần của mình thông qua chương trình mua lại cổ phiếu. Năm 2019, Kering trả 1,25 tỷ euro (1,4 tỷ đô la Mỹ) cho cơ quan thuế Ý. Vào năm 2021, tập đoàn mua lại 650,000 cổ phiếu của mình để hủy bỏ một nửa và phân phối nửa còn lại cho nhân viên của họ.

## Giải thưởng
- 2018: "Tập đoàn dệt may, hàng may mặc và hàng xa xỉ bền vững nhất" trong chỉ số Global 100 của Corporate Knights trong Diễn đàn kinh tế thế giới tại Davos.[74][75]
- 2018: "50 công ty bền vững nhất thế giới" tại Giải thưởng Bền vững Kinh doanh SEAL.[76]
- 2014, 2015: "Nhà lãnh đạo công nghiệp" (Industry leader) của Chỉ số bền vững Dow Jones.[77]